# Генетические аномалии
Генети́ческие анома́лии — морфофункциональные нарушения в организме, возникающие в результате генных и хромосомных мутаций. Генные мутации могут нарушать морфогенез органов и тканей на разных этапах онтогенеза, отсюда столь широкий спектр врождённых аномалий, связанных с изменением молекулы ДНК. Изменение числа хромосом в клетках или их структуры приводит обычно к прекращению развития эмбриона, или рождению особи с тяжёлыми пороками развития, нарушению функций воспроизводства.
Основная роль в этиологии врождённых аномалий принадлежит летальным и сублетальным генам. Так, у человека известно более 2000 аномалий, обусловленных мутантными генами с летальным или сублетальным действием. Большое число таких же признаков изучено у животных. За последнее время значительно расширились знания о хромосомных аберрациях и их связи с нарушением жизненно важных функций организма.